# 恋ほど素敵なショーはない
「恋ほど素敵なショーはない」（こいほどすてきなショーはない）は、1983年1月21日にリリースされた岩崎良美の12枚目のシングル。発売元はキャニオンレコード。

## 概要
A面曲「恋ほど素敵なショーはない」の作詞は、岩崎の楽曲には初参加となる売野雅勇が手掛けており、タイトルは1954年にアメリカ合衆国で公開されたミュージカル映画『ショウほど素敵な商売はない』を捩ったものになっている。詞の内容は失恋をショーの終わりと見立てたもので、曲は何度も転調を繰り返す複雑な構成となっている。この曲は岩崎本人が出演した日清製油 (現・日清オイリオグループ) 「日清サラダ油の豆乳」のCMソングとして使用された。
B面曲「まぶしい扉」はオリジナル・アルバム未収録曲。
2010年には同名のライブ・アルバムが発売された。

## 収録曲
1. 恋ほど素敵なショーはない
作詞：売野雅勇／作曲：梅垣達志／編曲：大村雅朗
2. まぶしい扉
作詞：SHOW／作曲：岩里未央／編曲：大谷和夫